# Станислав Пеев
Станислав Тодоров Пеев (на украински: Станислав Тодоров Пєєв; роден на 1 ноември 1990, Харков, Украйна) е украински крайно десен политик, националист от български произход. Ръководител на дяснорадикалната украинска националистическа организация Народен фронт на Полтавска област, ръководител на областния клон на политическата партия Национален корпус в Полтавска област. Той е организатор на редица политически и исторически събития/акции в Полтава и в други региони на Украйна.

## Биография
През 2007 г. създава и оглавява клетката на ВГО Патриот на Украйна в Полтава. В края на 2011 г. създава и оглавява ГО „Народен фронт“ на Полтавска област. На 8 октомври 2013 г. НФП е регистрирано в правосъдните органи. Организацията обединява патриотичната младеж на Полтавска област и провежда събития, насочени към повишаване на нивото на национално самосъзнание. Като похода на УПА, исторически, социални проекти. Участва активно в Евромайдана. На 1 февруари 2014 г., заедно с бойния помощник на Украинския национален съюз Олег Холтвянски, той е задържан от полицията в Полтава. Той е освободен същия ден, а Голтвянски няколко дни по-късно.
На 14 април, като част от групата „Десен сектор“, той е задържан и бит от полицаи в Чутово.
През есента на 2014 г. между лидерите на организацията възникнаха идеологически спорове. Един от членовете на управителния съвет на организацията Андрей Олейник обвинява Пеев във финансови измами и връзки с лидера на неправителствената организация „Възраждане на Полтава“, депутат от градския съвет на Полтава от Блока „Солидарност на Петро Порошенко“ Сергей Чередниченко.
През 2015 г. Пеев се кандидатира за Полтавски областен съвет от Работническата партия на Украйна. След разпадането на НФП той се присъединява към „Националния корпус“ и става ръководител на партийния клон в Полтавска област. Под негово ръководство се проведоха редица разнообразни акции, като патриотични срещи на студенти с участници война в Донбас, акция срещу нелегалните хазартни заведения, нарушаване на обучението на психолози, които работят с представители на ЛГБТ общността в Полтава,.
Основните направления, с които се занимава Националният корпус, ръководен от Пеев, са обучение по самоотбрана, опазване на историческото и културно наследство и свободното време на жителите. Представители на НК, заедно със СДП, Самопомощ и Свобода, влязоха в така наречения „Щаб на съпротивата“, който беше базиран в градския съвет след сблъсъците, които се случиха в Полтава на 5 април 2017 г.
На 4 май 2017 г. Станислав Пеев и другарите му откриват човешки останки на територията на бивши артилерийски складове.